# Nelogica
A Nelogica é uma fintech brasileira com sede em Porto Alegre, no Rio Grande do Sul. Fundada em 2003, é voltada ao desenvolvimento de softwares de negociação eletrônica e outras tecnologias para o mercado financeiro, sendo líder em sua área na América Latina. Seu principal produto é uma plataforma de negociação eletrônica chamada Profit, distribuída para os sistemas operacionais Windows, Android, e iOS. Outros produtos desenvolvidos através de parcerias com outras empresas incluem homebrokers e uma plataforma para negociação de criptomoedas chamada Vector.

## História
A empresa foi fundada em 2003 por Fabiano Kerber e Marcos Boschetti, com sede em Porto Alegre, no Rio Grande do Sul. Os fundadores haviam desenvolvido um método próprio para avaliar investimentos, uma vez que as ferramentas na época custavam cerca de dois mil dólares, o que deu origem ao principal produto da empresa, a plataforma Profit. A plataforma é disponibilizada em versões mais básicas e mais complexas, sendo distribuída para os sistemas operacionais Windows, Android, e iOS.
Em 2019, recebeu o prêmio de empresa que mais evoluiu do ReclameAqui e Época Negócios. No mesmo ano, era avaliada em R$1 bilhão. Em 2020, ano em que apresentou cresciento de 40% e abriu 150 vagas de emprego, foi avaliada em R$2,9 bilhões. Ainda em 2020, anunciou planos para disponibilizar acesso às bolsas americanas e europeias através de seu software, e, em parceria com a Vertex Technologies, lançou uma plataforma voltada para investimentos em criptomoedas (como Bitcoin), inspirada no Profit, chamada Vector. Em 2020 atuou também no desenvolvimento de homebrokers, em parceria com outras empresas. No final do ano foi reconhecida como uma das Melhores Empresas para trabalhar no Rio Grande do Sul de acordo com o ranking Great Place to Work (GPTW). Em 2022, adquiriu a Comdinheiro.
A companhia é a maior da América Latina no segmento de tecnologia de renda variável, processando milhões de ordens de compra e venda por dia.